# En kvinnas moral
En kvinnas moral är en amerikansk film från 1929 i regi av John S. Robertson.

## Handling
En kvinnas moral handlar om en kvinna som anser att även kvinnor, i likhet med män, ska ha rätt att ha olika kärlekspartners utan att bli dömda hårdare än vad männen blir. Filmen börjar med att visa en grupp gifta män som har varit ute och roat sig med yngre kvinnor samtidigt som deras fruar sitter hemma och väntar på, förmodligen medvetna om vad deras män är ute på för eskapader och det är detta som Arden Stuart, spelad av Greta Garbo reagerar på.
Arden är förälskad i familjens chaufför men han anses inte vara något lämpligt parti. När de en kväll återvänder efter en liten utflykt i bilen får chauffören sparken av familjeöverhuvudet. Bilen kör av vägen efter en häftig start och man vet inte om det är självmord eller en olycka.
Arden försöker ta sig vidare i livet men kan aldrig glömma sin chaufför tills hon träffar Packy Cannon en boxare som också målar tavlor. De ger sig ut på en seglats i Söderhavet tills Packy meddelar att han måste fortsätta med sitt eget liv och att han inte vill binda sig.
Några år senare är Arden gift med en man som hon inte älskar. Hon råkar stöta ihop med Packy på ett strandhotell när hon är ute och solbadar med sin man och son. Arden och Packy tar upp sin gamla romans men Arden inser att hon inte kan lämna sin man och framför allt inte sin son.

## Rollista (i urval)
- Greta Garbo - Arden Stuart Hewlett
- Nils Asther - Packy Cannon
- Johnny Mack Brown - Tommy Hewlett
- Dorothy Sebastian - Mercedes Stuart
- Lane Chandler - Ding Stuart
- Mahlon Hamilton - Mr. John Glendenning
- Kathlyn Williams - Mrs. Glendenning